# Campionati africani di atletica leggera 2018 - 5000 metri piani femminili
La specialità dei 5000 metri piani femminili ai campionati africani di atletica leggera di Asaba 2018 si è svolta il 2 agosto allo Stadio Stephen Keshi.

## Risultati
| Class   | Atleta                 | Nazione      | Tempo    | Note |
| ------- | ---------------------- | ------------ | -------- | ---- |
| Oro     | Hellen Obiri           | Kenya        | 15:47.18 |      |
| Argento | Senbere Teferi         | Etiopia      | 15:54.48 |      |
| Bronzo  | Meskerem Mamo          | Etiopia      | 15:57.38 |      |
| 4       | Hawi Feysa             | Etiopia      | 15:59.23 |      |
| 5       | Lilian Kasait Rengeruk | Kenya        | 16:04.51 |      |
| 6       | Loice Chemnung         | Kenya        | 16:25.78 |      |
| 7       | Dolchi Tesfu           | Eritrea      | 16:46.94 |      |
| 8       | Aminat Olowora         | Nigeria      | 17:29.64 |      |
|         | Kaoutar Farkoussi      | Marocco      | dnf      |      |
|         | Kyondwa Katapala       | RD del Congo | dns      |      |
|         | Failuna Matanga        | Tanzania     | dns      |      |
|         | Cavaline Nahimana      | Burundi      | dns      |      |